# Juraj Červenák
Juraj Červenák (ur. 16 czerwca 1974 w Żarze nad Hronem) – słowacki pisarz fantasy, publikujący także jako Ďuro Červenák, lub pod pseudonimami Thorleif Larssen i George Callahan.

## Życiorys
Juraj Červenák urodził się 16 czerwca 1974 w Żarze nad Hronem, na terenie ówczesnej Czechosłowacji. Wychował się w Bańskiej Szczawnicy, gdzie w 1992 ukończył liceum. Następnie pracował m.in. jako dozorca, pracownik ośrodka kultury i szef miejscowego kina. W latach 2005–2011 mieszkał w Koszycach, obecnie ponownie w Bańskiej Szczawnicy. W 1993 debiutował jako autor powieścią Olgerd – Meč z Thormarenu. Napisał do tej pory cykle powieściowe: Czarnoksiężnik (o walce Słowian z Awarami), Bohatyr (o losach Ilji Muromca znanego z ruskich bylin), Bivoj (o legendarnym czeskim bohaterze Biwoju), Dobrodružstvá kapitána Báthoryho (o walce tytułowego bohatera z Turkami) i Černý Rogan (kontynuacja losów głównego bohatera cyklu „Czarnoksiężnik”), cztery powieści będące kontynuacją przygód Conana z Cymerii, klasycznego bohatera heroic fantasy stworzonego przez R. E. Howarda, a także powieści niezwiązane z żadnym cyklem, oraz kilkanaście opowiadań. Z przyczyn komercyjnych większość jego książek wydawana jest najpierw w języku czeskim. Oprócz twórczości literackiej zajmuje się także publicystyką i krytyką filmową. Publikuje w słowackich i czeskich czasopismach, takich jak Fantázia, Ikarie, Pevnost i DVD mag.

## Twórczość

### CyklČernokněžník
- Vládce vlků (Pierwsze wydanie: Wales, 2003, wydanie polskie Czarnoksiężnik: Władca Wilków, Instytut wydawniczy ERICA, 2012)
- Radhostův meč (Pierwsze wydanie: Wales, 2004, wydanie polskie Czarnoksiężnik: Miecz Radogosta, Instytut Wydawniczy ERICA, 2014)
- Krvavý oheň (Wales, 2005)
- Válka s běsy (Wales, 2003, zbiór opowiadań)

### CyklČierny Rogan
- Černý Rogan: Zlato Arkony 1 (Artis Omnis, 2012)
- Černý Rogan: Zlato Arkony 2 (Brokilon, 2013)
- Prízraky na Devíne (Artis Omnis, 2016)

### CyklBohatyr
- Ocelové žezlo (Wales, 2006, wydanie polskie Bohatyr: Żelazny kostur, Instytut wydawniczy ERICA, 2012)
- Dračí carevna (Wales, 2007, wydanie polskie Bohatyr: Smocza Cesarzowa, Instytut wydawniczy ERICA, 2013)
- Bílá věž (Wales, 2008)

### CyklDobrodružstvá kapitána Báthoryho
- Strážcovia Varadína (Brokilon, 2009)
- Brána irkally (Brokilon, 2010)
- Diablova pevnosť (Slovart, 2011)
- Železný polmesiac (Slovart, 2015)
- Hradba západu (Slovart 2018).

### CyklStein a Barbarič
- Mŕtvy na Pekelnom vrchu (Slovart, 2013)
- Krv prvorodených (Slovart, 2014)
- Ohnivé znamenie (Slovart, 2015)
- Diabol v zrkadle (Slovart, 2016)
- Vlk a dýka (Slovart, 2017)
- Les přízraků (Argo 2019)
- Les prízrakov (Slovart 2019)

### DylogiaBivoj
- Běsobijce (Brokilon, 2008)
- Válečník (Brokilon, 2008)

### Powieści oConanie
- Conan a stíny Hyrthu (Saga, 1994, pod pseudonimem George Callahan)
- Conan nelítostný (Brokilon, 2000, pod pseudonimem Thorleif Larssen)
- Conan a svatyně démonů (Brokilon, 2002, pod pseudonimem Thorleif Larssen)
- Conan a dvanáct bran pekla (Brokilon, 2004, pod pseudonimem Thorleif Larssen)

### Powieści niezwiązane z żadnym cyklem
- Olgerd ze Scallbornu: Meč z Thormarenu (Saga, 1993, pod pseudonimem Thorleif Larssen)
- Tollrander: Klenot zakletého čaroděje (Saga, 1995, pod pseudonimem Thorleif Larssen)
- Mark Stone: Svatá válka (Ivo Železný, 2005)
- Sekera z bronzu, rúno zo zlata (Brokilon, 2009)

### Zbiory opowiadań
- Legendy Zlatého mesta (Daphne, 2014)

### Nowele i opowiadania
- Oko netvora temnot (W antologii Oko netvora temnot, Saga, 1996)
- Mŕtvi striebro nepotrebujú (W piśmie Fantázia 1/1998)
- Na piaď chlap, na lakeť brada (Fantázia 5/1998)
- Nad temným hrobom zelený očí svit (Ikarie 7/1999)
- Krvavý oheň, biely oheň (Fantázia 5/1999)
- Sila viery (W antologii Je dobré být mrtvý, Rigor Mortis, 2000)
- Daždivá noc v Boot Hille (Fantázia 2/2001)
- Z posvátné vody zrozená (Pevnost 1/2002)
- Keď vyjde slnko nad Zoborom (Fantázia 2/2003)
- Hrdlorez (Fantázia 3/2003)
- Černé srdce (W antologii Čas psanců, Triton, 2004)
- Strážce hvozdu (W antologii Písně temných věků, Triton, 2005)
- Doupě řvoucí smrti (Pevnost, 11/2005)
- Kámen a krev (W antologii Orbitální šerloci, Mladá fronta, 2006)
- Kapka krve (w antologii Legie nesmrtelných, Fantom Print, 2006)
- Bivoj a vládce stříbrného šípu (Pevnost 12/2006)
- Útek Jonathana Harkera (Pevnost 11/2008)
- Věrozvěsti (Kámen a krev, Brokilon, 2010)
- Krvavá panna a Velký zlý vlk (antalogia Čas hrdinov II, Artis Omnis, 2019)

## Komiksy
- Tyrgor – Tajomné stretnutie (Bublinky 12/1992)
- Vladnar Nesmrteľný (Fantázia 1/1999, 2/1999, scenariusz)

## Nagrody
W roku 1999 otrzymał nagrodę O najlepšiu fantasy za opowiadanie Krvavý oheň, biely oheň, w 2002 nagrodę Istron za Z posvátné vody zrozená, a w 2003 „Raketa” nagrodę czytelników pisma Fantázia za Hrdlorez.